# D'scover
『D'scover』（ディスカバー）は、D-LITE（from BIGBANG )の日本ソロデビューアルバムである。

## 解説
2012年12月5日、BIGBANGの東京ドーム公演にて、D-LITEが初めての、また日本ソロデビュー作品が発売されることが発表された。
アルバムのタイトルには、「D-LITEによるカバー(cover)アルバム」と英単語の“Discover”（発見する）の二重の意味が込められた。
収録されたカバー曲は、D-LITE本人が100曲余りの曲から選んだものである。2012年夏、V.Iが日本でソロ活動しているのと同時期に、D-LITEも日本に滞在、本作のレコーディングを行った。
2013年3月から、このアルバムを引っ提げたソロツアー、『D-LITE D'scover Tour 2013 in Japan ～DLive～』が開催される。
【CD+DVD】、【CD】、【PLAYBUTTON】の3形態で発売。

## 収録曲
1. 陽のあたる坂道 [4:37]
Lyrics&Music: D.A.I
Do As Infinityのカバー
2. アイ [5:47]
Lyrics&Music: 秦基博
秦基博のカバー[4]
3. 歌うたいのバラッド [6:05]
Lyrics&Music: 斉藤和義
斉藤和義のカバー
本作のタイトル曲となり、ミュージックビデオも作成された。
4. 全力少年 [4:08]
Lyrics&Music: 大橋卓弥、常田真太郎
スキマスイッチのカバー
5. Hello [4:47]
Lyrics: 絢香　Music: 絢香&松浦晃久
絢香のカバー
6. じょいふる [3:43]
Lyrics&Music: 水野良樹
いきものがかりのカバー
7. やさしさで溢れるように [5:47]
Lyrics: 小倉しんこう,亀田誠治　Music:小倉しんこう
JUJUのカバー
8. 逢いたくていま [5:58]
Lyrics: MISIA　Music: Jun Sasaki
MISIAのカバー
9. 夢の蕾 [5:24]
Lyrics&Music: 藤巻亮太
レミオロメンのカバー
10. BABY DON'T CRY (Japanese ver.) [4:34]
Lyrics&Music: E.KNOCK　Japanese Lyrics: Shoko Fujibayashi
韓国でのソロ曲の日本語版
11. WINGS [3:46]
Lyrics: G-DRAGON,D-LITE　Music: G-DRAGON,Pil Kang Choi
Japanese Lyrics: RJ Project
韓国でのソロ曲の日本語版
12. 今夜はブギー・バック nice vocal feat. VERVAL (m-flo) [4:26]
Lyrics&Music: K.OZAWA, M.KOSHIMA, S.MATSUMOTO, Y.MATSUMOTO
小沢健二 feat. スチャダラパーのカバー

## DVD収録内容
1. "歌うたいのバラッド" Music Video
2. "WINGS" Music Video
3. Making of "D'scover" [Interview, Recording, Photo Shooting & Music Video Shooting]